# Indianapolis 500 1913

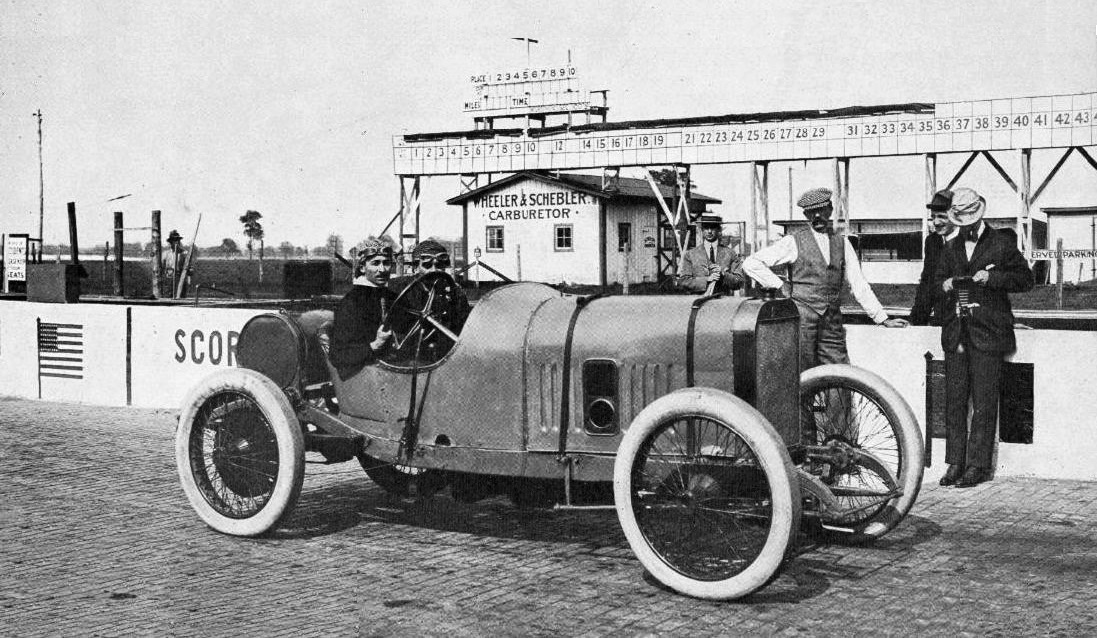
Jules Goux am Steuer des Peugeot L-76 beim Indianapolis 500 im Jahr 1913

Das 3. Indianapolis 500 (offiziell 3rd 500 Mile International Sweepstakes Race) auf dem Indianapolis Motor Speedway fand am 30. Mai 1913 statt.

## Hintergrund
Das Rennen ging über eine Distanz von 200 Runden à 4,023 km, was einer Gesamtdistanz von 804,672 km entspricht. Aus der Pole-Position startete Caleb Bragg mit einer Einrunden-Durchschnittszeit von 1:43.05 Min. oder 87,34 mph (140,56 km/h). Die Prämie für den Sieger betrug 21.165 US-Dollar (entspricht 2025 ca. 691.800 Euro). Das Rennen war der dritte Lauf zur AAA-Saison 1913.
Nachdem bei den ersten zwei Austragungen des Rennens fast ausschließlich US-amerikaner teilgenommen hatten, zog es nun auch sechs Fahrer aus Europa in die USA. Wohl nicht zuletzt wegen des hohen Preisgeldes.
Insgesamt erreichten 27 Autos die Qualifikationsgeschwindigkeit von 75 mph, schnellster war Jack Tower mit 88,23 mph. Die Startaufstellung wurde durch eine Ziehung der Namen bestimmt, Caleb Bragg erhielt die Pole-Position zugelost.
Das Regelwerk besagte damals, dass die besten zehn Fahrer die 200 Runden absolvieren müssen, also die gesamte angesetzte Renndistanz, um das Preisgeld zu erhalten.

## Das Rennen
Bei der dritten Austragung des Indianapolis 500 gelang es zum ersten Mal einem Europäer das Rennen zu gewinnen. Der Franzose Jules Goux war mit einem Peugeot unterwegs bei seinem Sieg. Sein Vorsprung ist mit über 13 Minuten der größte beim Indy 500 bis heute. Dies entsprach damals ungefähr sieben Runden. Insgesamt ging Goux viermal in Führung, er lieferte sich ein hartes Duell mit Robert Evans. Dieser musste das Rennen in der 158. Runde aufgeben wegen eines Kupplungsdefekts. Danach dominierte Goux das Rennen bis ins Ziel. Charlie Merz kämpfte bis zur letzten Runde mit Spencer Wishart um den zweiten Platz. Da das Auto von Merz Feuer fing in der letzten Runde, wurde er schließlich auf dem dritten Rang gewertet.

## Ergebnisse

### Startaufstellung
| Reihe | Reihe | Innen            | Innen            | Innen Center    | Innen Center    | Außen Center    | Außen Center    | Außen          | Außen          |
| ----- | ----- | ---------------- | ---------------- | --------------- | --------------- | --------------- | --------------- | -------------- | -------------- |
| 1     | 1     | Caleb Bragg      | Caleb Bragg      | Albert Guyot    | Albert Guyot    | Billy Leisaw    | Billy Leisaw    | Robert Evans   | Robert Evans   |
| 2     | 2     | Don Herr         | Don Herr         | Harry Grant     | Harry Grant     | Jules Goux      | Jules Goux      | Teddy Tetzlaff | Teddy Tetzlaff |
| 3     | 3     | Bill Endicott    | Bill Endicott    | Harry Endicott  | Harry Endicott  | Billy Knipper   | Billy Knipper   | Ralph DePalma  | Ralph DePalma  |
| 4     | 4     | Théodore Pilette | Théodore Pilette | Gil Andersen    | Gil Andersen    | Willie Haupt    | Willie Haupt    | Charlie Merz   | Charlie Merz   |
| 5     | 5     | John Jenkins     | John Jenkins     | Vincenzo Trucco | Vincenzo Trucco | Spencer Wishart | Spencer Wishart | Howdy Wilcox   | Howdy Wilcox   |
| 6     | 6     | Bob Burman       | Bob Burman       | Ralph Mulford   | Ralph Mulford   | Louis Disbrow   | Louis Disbrow   | Joe Nikrent    | Joe Nikrent    |
| 7     | 7     | Jack Tower       | Jack Tower       | Paul Zuccarelli | Paul Zuccarelli | George Clark    | George Clark    |                |                |

### Schlussklassement
| Pos. | Nr. | Fahrer                                  | Chassis          | Motor            | Zyl. | Zeit/Rückstand             | Qualifikation ø 1 Rd. mph | Start |
| ---- | --- | --------------------------------------- | ---------------- | ---------------- | ---- | -------------------------- | ------------------------- | ----- |
| 1    | 16  | Jules Goux (R)                          | Peugeot          | Peugeot          | 4    | 6:35:05.00 Std. 75,933 mph | 86,03                     | 7     |
| 2    | 22  | Spencer Wishart abgelöst Ralph DePalma  | Mercer           | Mercer           | 4    | 200 Rd.                    | 81,99                     | 19    |
| 3    | 2   | Charlie Merz abgelöst Earl Cooper       | Stutz            | Wisconsin        | 4    | 200                        | 84,46                     | 16    |
| 4    | 9   | Albert Guyot (R)                        | Sunbeam          | Sunbeam          | 6    | 200                        | 80,75                     | 2     |
| 5    | 23  | Théodore Pilette (R)                    | Mercedes         | Knight           | 4    | 200                        | 75,52                     | 13    |
| 6    | 12  | Howdy Wilcox abgelöst Frank Fox         | Pope-Hartford    | Pope-Hartford    | 4    | 200                        | 81,46                     | 20    |
| 7    | 29  | Ralph Mulford                           | Mercedes         | Mercedes         | 4    | 200                        | 80,79                     | 22    |
| 8    | 31  | Louis Disbrow abgelöst H. J. Kilpatrick | Case             | Case             | 4    | 200                        | 82,76                     | 23    |
| 9    | 35  | Willie Haupt (R) abgelöst Lee Oldfield  | Duesenberg       | Duesenberg       | 4    | 200                        | 80,72                     | 15    |
| 10   | 25  | George Clark (R) abgelöst Tom Alley     | Tulsa            | Wisconsin        | 4    | 200                        | 75,91                     | 27    |
| 11   | 4   | Bob Burman abgelöst Hughie Hughes       | Keeton           | Wisconsin        | 4    | 190 (im Ziel)              | 84,17                     | 21    |
| 12   | 3   | Gil Andersen abgelöst Earl Cooper       | Stutz            | Wisconsin        | 4    | 187 (Nockenwelle)          | 82,63                     | 14    |
| 13   | 5   | Robert Evans (R) abgelöst Lee Oldfield  | Duesenberg       | Duesenberg       | 4    | 158 (Kupplung)             | 82,01                     | 4     |
| 14   | 17  | Billy Leisaw abgelöst Lee Oldfield      | Buick            | Buick            | 4    | 148 (Aufhängung)           | 78,02                     | 3     |
| 15   | 19  | Caleb Bragg abgelöst Ralph DePalma      | Mercer           | Mercer           | 4    | 128 (Wasserpumpe)          | 87,34                     | 1     |
| 16   | 10  | Billy Knipper abgelöst Harry Grant      | Knipper          | Duesenberg       | 4    | 125 (Kupplung)             | 80,26                     | 11    |
| 17   | 27  | Teddy Tetzlaff                          | Isotta Fraschini | Isotta Fraschini | 4    | 118 (Motor)                | 81,30                     | 8     |
| 18   | 32  | Joe Nikrent (R) abgelöst Eddie Hearne   | Case             | Case             | 4    | 67 (Lagerschaden)          | 78,89                     | 24    |
| 19   | 6   | Jack Tower                              | Duesenberg       | Duesenberg       | 4    | 51 (Unfall)                | 88,23                     | 25    |
| 20   | 28  | Vincenzo Trucco (R)                     | Isotta Fraschini | Isotta Fraschini | 4    | 39 (Tankbefestigung)       | 81,94                     | 18    |
| 21   | 1   | Harry Endicott abgelöst Ed Madden       | Nyberg           | Nyberg           | 6    | 23 (Kraftübertragung)      | 76,35                     | 10    |
| 22   | 45  | Paul Zuccarelli (R)                     | Peugeot          | Peugeot          | 4    | 18 (Lagerschaden)          | 85,83                     | 26    |
| 23   | 21  | Ralph DePalma                           | Mercer           | Mercer           | 4    | 15 (Lagerschaden)          | 76,30                     | 12    |
| 24   | 26  | Harry Grant                             | Isotta Fraschini | Isotta Fraschini | 4    | 14 (Tankleck)              | 75,96                     | 6     |
| 25   | 18  | John Jenkins                            | Schacht          | Schacht          | 4    | 13 (Kurbelwelle)           | 82,84                     | 17    |
| 26   | 8   | Don Herr (R)                            | Stutz            | Wisconsin        | 4    | 7 (Kupplung)               | 82,84                     | 5     |
| 27   | 33  | Bill Endicott                           | Case             | Case             | 6    | 1 (Antriebswelle)          | 85,70                     | 9     |

(R) = Rookie

### Führungsrunden
| Fahrer       | Anzahl |
| ------------ | ------ |
| Jules Goux   | 138    |
| Bob Burman   | 41     |
| Gil Andersen | 18     |
| Bob Evans    | 2      |
| Caleb Bragg  | 1      |